# Line Kruuse

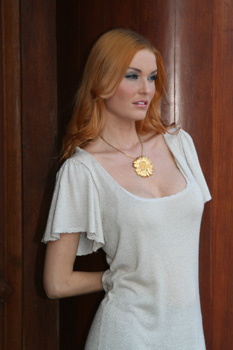
Line Kruuse in Sanya (2007)

Line Kruuse (* 1982 in Korsør) ist eine dänische Schönheitskönigin sowie Model.

## Leben und Karriere
Kruuse ist eine qualifizierte Industrie-Laborantin und arbeitet derzeit an einer bio-wissenschaftlichen Fakultät für Lebensmittel, Veterinärmedizin und natürliche Ressourcen. Sie spricht fließend Englisch und ein wenig Deutsch.
Im Dezember 2007 nahm Kruuse als dänische Kandidatin an der Wahl zur Miss World in China teil.